# دونالد شيرر
دونالد شيرر (بالإنجليزية: Edgar Shearer)‏ (6 يونيو 1909 في المملكة المتحدة - 9 يوليو 1999 في المملكة المتحدة) هو لاعب كريكت ولاعب كرة قدم بريطاني في مركز الهجوم، شارك في الألعاب الأولمبية الصيفية 1936. وشارك مع منتخب المملكة المتحدة الوطني لكرة القدم. أما مع النوادي، فقد لعب مع Corinthian F.C. ‏.

## وصلات خارجية
- دونالد شيرر على موقع إي آس بي آن كريك إنفو (الإنجليزية)
- دونالد شيرر على موقع الاتحاد الدولي (مؤرشف)  (الإنجليزية)
- دونالد شيرر على موقع أوليمبيديا (الإنجليزية)